# Milan Hejduk
Milan Hejduk (pronuncia ceca [ˈmɪlan ˈɦɛjduk] ; Ústí nad Labem, 14 febbraio 1976) è un ex hockeista su ghiaccio ceco. Fino al 2013 ha giocato nella National Hockey League nel ruolo di ala destra per i Colorado Avalanche, franchigia di cui è stato capitano e con cui ha vinto la Stanley Cup 2001.

## Carriera

### Club
Milan Hejduk fu selezionato al Draft NHL del 1994 al quarto giro, in 87ª posizione assoluta, dai Quebec Nordiques, dopo una stagione trascorsa presso l'HC Pardubice nella neonata Extraliga ceca con la conquista del premio di Rookie dell'anno grazie a 11 reti in 32 partite giocate. Rimase con il Pardubice fino al 1998, raccogliendo nelle cinque stagioni un totale di 162 punti in 246 gare disputate. Hejduk alla fine si trasferì nella National Hockey League con i Colorado Avalanche (franchigia nata in seguito al trasferimento dei Nordiques) in occasione della stagione 1998-1999. Con loro nel 2001 vinse la Stanley Cup.
A livello individuale la stagione migliore fu quella 2002-2003, al termine della quale portò a casa il Maurice "Rocket" Richard Trophy come miglior cannoniere della NHL grazie alle 50 reti segnate, battendo all'ultimo Markus Näslund dei Vancouver Canucks, il quale per la maggior parte dell'anno aveva guidato la speciale classifica. Quell'anno fu inoltre inserito nell'NHL Second All-Star Team e vinse l'NHL Plus/Minus Award. Durante il lockout della stagione 2004-2005 Hejduk ritornò al Pardubice vincendo il titolo nazionale. L'anno dopo fece ritorno in Nordamerica sempre con la maglia degli Avalanche.

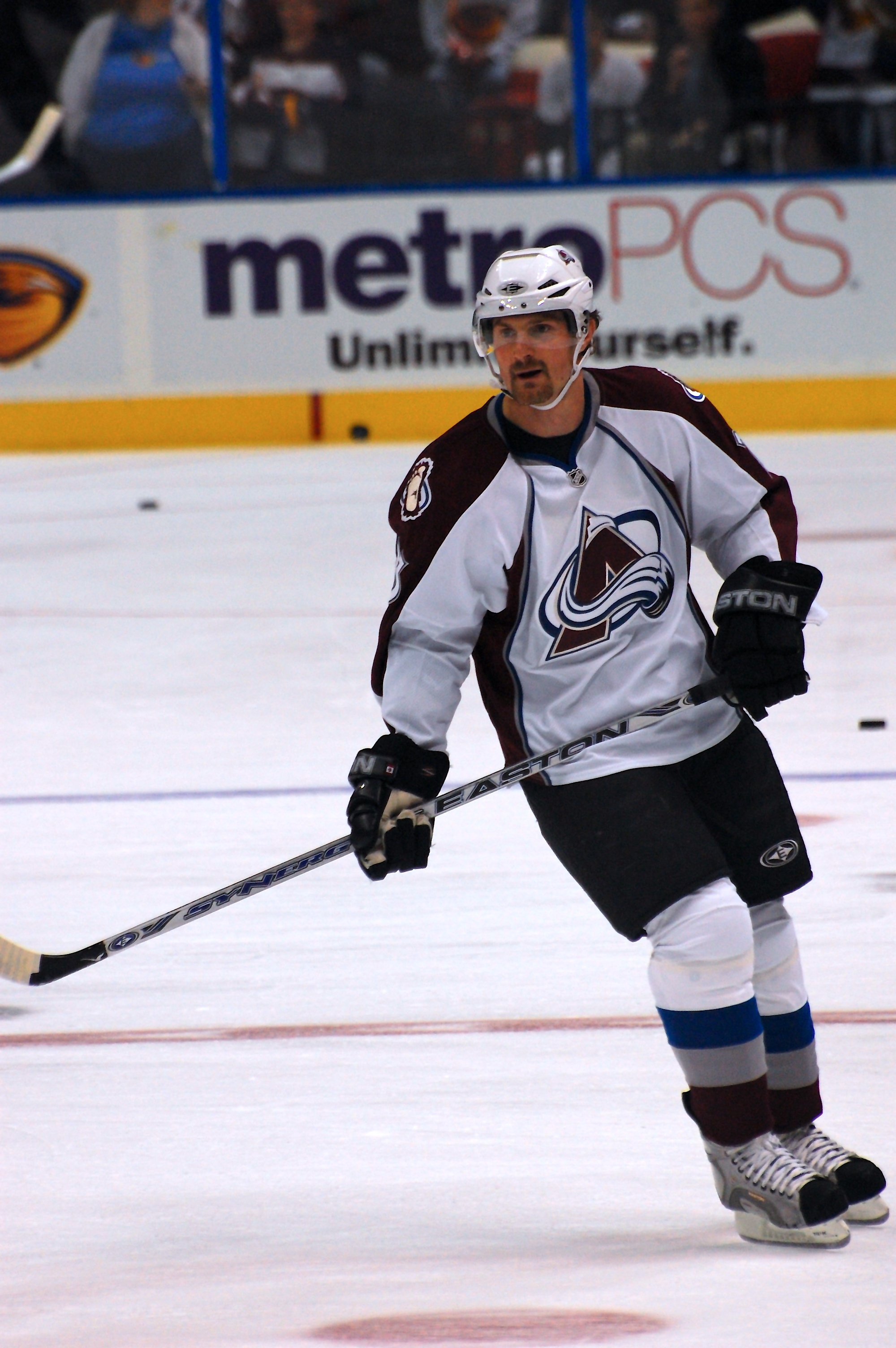
Hejduk con gli Avalanche nel 2008.

Nel corso della stagione 2008-09, il 19 gennaio 2009, Hejduk insieme al compagno di squadra Ryan Smyth mise a segno la rete numero 300 in carriera in NHL nella gara giocata presso il Pepsi Center di Denver e vinta per 6-2 contro i Calgary Flames. Quell'anno giocò tutte e 82 le gare della stagione regolare, guidando l'attacco insieme a Smyth con un totale di 59 punti ottenuti.
Prima dell'inizio della 2009-10 Hejduk prolungò ulteriormente il proprio contratto con Colorado fino al 2011. Egli giocò la prima parte della stagione nonostante due infortuni al ginocchio e alla schiena; alla fine il 19 gennaio 2010 fu sottoposto a un intervento al ginocchio, saltando così con la propria nazionale l'imminente rassegna olimpica di Vancouver 2010. Dopo oltre un mese lontano dal ghiaccio Hejduk al suo ritorno il 7 marzo mise a segno una doppietta contro i St. Louis Blues. Nonostante le sole 56 gare giocate al termine della stagione regolare aiutò Colorado a raggiungere la qualificazione ai playoff. Purtroppo durante la Gara-3 dei quarti di finale della Western Conference contro i San Jose Sharks Hejduk si infortunò nuovamente ma alla testa scontrandosi con il compagno di linea Paul Stastny, terminando anticipatamente la stagione.
L'11 maggio 2011 Hejduk prolungò ancora una volta per un altro anno il proprio contratto con gli Avalanche. All'inizio della stagione 2011-12 Milan Hejduk fu scelto come terzo capitano nella storia dei Colorado poco dopo il ritiro di Adam Foote. Dopo una stagione conclusa al di sotto delle aspettative e alcune voci di un possibile ritiro Hejduk il 18 maggio 2012 firmò per un altro anno sempre con gli Avalanche. Nel settembre del 2012 Milan lasciò il ruolo di capitano al giovane svedese Gabriel Landeskog; si dichiarò felice di aver lasciato il ruolo ad un giovane giocatore con serie probabilità di diventare un uomo simbolo per la franchigia.
Dopo essere rimasto inattivo durante il lockout del 2012 il 4 febbraio 2013, durante la gara persa per 3-2 contro i Dallas Stars, Hejduk segnò una rete in occasione della millesima gara in stagione regolare giocata in NHL. Hejduk diventò il primo giocatore degli Avalanche a raggiungere quota 1.000 partite disputate, e fu il trentesimo capace di farlo vestendo la maglia di una sola franchigia. Il punto numero 800 giunse invece il giorno del suo trentasettesimo compleanno il 14 febbraio nel successo per 4-3 allo shoot-out sui Minnesota Wild. Nella storia della NHL solo due altri giocatori cechi erano riusciti a superare tale traguardo, Jaromír Jágr e Patrik Eliáš. L'ultima stagione si concluse tuttavia con sole 29 presenze e 11 punti, il minimo mai raggiunto nel corso della propria carriera.
Al termine della stagione Hejduk non ricevette alcuna offerta dagli Avalanche e diventò così free agent. Concluse la sua esperienza con la maglia di Colorado dopo 14 stagioni, secondo per numero di gare giocate in stagione regolare (1020), quarto per reti (375) e punti ottenuti (805), e quinto negli assist (430). Il 24 febbraio 2014 Hejduk annunciò ufficialmente il proprio ritiro dall'attività agonistica.

### Nazionale
La prima esperienza a livello internazionale per Hejduk fu quella con la selezione Under-20 nel Campionato mondiale di categoria del 1995. Nel 1998 con la nazionale maggiore prese parte ai Giochi olimpici di Nagano, conquistando la medaglia d'oro, mentre nei mondiali dello stesso anno vinse quella di bronzo. Le altre due esperienze olimpiche per Hejduk furono quelle di Salt Lake City 2002 e di Torino 2006, quest'ultima conclusa con la conquista del bronzo. Egli giocò inoltre il mondiale del 2003 e la World Cup of Hockey 2004.

## Palmarès

### Club
- Stanley Cup: 1

Colorado: 2000-2001
- Extraliga ceca: 1

Pardubice: 2004-2005

### Nazionale
- Giochi olimpici: 1

Nagano 1998

### Individuale
- Maurice "Rocket" Richard Trophy: 1

2002-2003
- NHL Plus/Minus Award: 1

2002-2003
- NHL Second All-Star Team: 3

2002-2003
- NHL All-Rookie Team: 1

1997-1998
- NHL All-Star Game: 3

2000, 2001, 2009
- Extraliga ceca Rookie of the Year: 1

1993-1994
- Giocatore ceco dell'anno: 1

2002-2003